# Ivar Sandström (flygare)
Ivar Bernhard Sandström, född den 18 september 1889 i Visby, död den 2 september 1917 i Malmö (folkbokförd i Landskrona), var en svensk militär (löjtnant) och flygpionjär.
Sandström blev kadett 1905 och utnämndes till underlöjtnant vid flottan 1911. Han kommenderades till doktor Enoch Thulins flygskola på Ljungbyhed 1915 för att genomgå sin flygutbildning och tilldelades efter certifikatproven 1915 svenskt aviatördiplom nr 30 utfärdat av S.A.S. (Svenska Aeronautiska Sällskapet). Han kommenderades till den i Landskrona förlagda avdelningen av flottans flygkår. Han omkom under en eskaderflygning över Malmö när han föll ur flygplanet; maskinen fortsatte sin färd utan förare ungefär femhundra meter innan den tog mark på den östligaste delen av Nya kyrkogården. Det förstörda planet var ett monohydroplan av Morane-Saulnier-typ och licenstillverkat av Thulins verkstäder.

## Biografi

### En flygpionjär
Ivar Sandström föddes 1889 i Visby som den yngste av sju syskon. Hans föräldrar var sjökaptenen Bernhard Sandström och Maria Wilhelmina Hallin, av gammal gotlandssläkt. Den stora familjen bodde i Villa Nova på Tranhusgatan i Visby. Ivars äldre systrar, Hildur och Alice, gifte sig och bildade familj medan bröderna William, Charles och Henry gick till sjöss. En yngre syster dog i difteri vid nio års ålder. Ivar blev sjöofficer och gav sig in på ett helt nytt äventyr, flyget, som ännu var i sin barndom. Han blev den förste att erhålla det internationella flygcertifikatet och avlade provet den 13 augusti 1915. Befordrad till löjtnant 1915 flög han sedan dess nästan oavbrutet och ansågs vara en av landets skickligaste, lugnaste och mest erfarna flygare. Enligt tidens tidningar hade han dock varit illa ute flera gånger. En gång stoppade motorn och hans flygplan störtade vid Nyhamns fiskeläge, enligt Östgötacorrespondenten.

### Flygolyckan
Olycksdagen 1917 hade Sandström, som var tilldelad den i Landskrona förlagda avdelningen av flottans flygkår, vid 4-tiden på eftermiddagen jämte kapten Krokstedt och löjtnant Beckman gjort sig färdiga för en eskaderflygning, berättar Sydsvenska Dagbladet Snällposten. Den maskin Ivar Sandström förde befann sig emellertid inte fullt klar till start samtidigt med de övriga, varför de gick upp utan honom. En stund senare begav han sig till väders och företog en tur söderut mot Malmö. "Plötsligt sågs maskinen göra en överhalning och så att säga ställa sig på kant. Personer, som höllo ögonen på den, märkte också att något föremål föll ur."
En chaufför, Karl Olsson, och hans kamrat Oskar Gren, som kom körande med en hyrbil Bergsgatan fram, skyndade med högsta hastighet genom Spånhusvägen och fann Sandström i en åker tillhörig Möllevångsgården. "Han var då ännu vid liv, fast sanslös och illa lemlästad." Maskinen fortsatte sin egen väg och gick under småslag hit och dit ungefär femhundra meter innan den tog mark. Först på allra östligaste delen av Nya Kyrkogården föll hydroplanet ner och blev liggande innanför kyrkogårdsområdet i fullständigt raserat tillstånd.
Det förstörda planet var ett monohydroplan av Morane-Saulnier-typ och tillverkat ungefär två år tidigare vid Thulins verkstäder.

### En egendomlig olyckshändelse
Något egendomligt var det emellertid med dödsolyckan. Sålunda framhäver Östgötacorrespondenten att "det är ytterst sällan det inträffat att en flygare under sin flykt blivit kastad ur sin maskin och krossad mot marken." Varför? Jo därför att "nuförtiden är nämligen alla flygare utrustade med starka läderhängslen med vilka de binda fast sig vid maskinen för att icke falla ur aeroplanet vid dess ofta mycket våghalsiga svängningar i luften." Reportern antar att löjtnant Sandström, "i egenskap av en omsorgsfull och skicklig flygare", spänt på sig hängslena. Att han ändå slungades ut berodde på, förmodar tidningen, att "hängslena av någon anledning lossnat under aeroplanets våldsamma kast i luften, utan att flygaren märkt detta."
Sydsvenska Dagbladet Snällposten vågar sig på ett ännu djärvare antagande: "Man framkastade den tolkningen att han frivilligt skulle sökt kasta sig ur maskinen då han af någon orsak förlorat herraväldet över densamma." "Dunklet kring flygolyckan" är den dramatiska rubriken på en artikel den 9 september, som relaterar kontorsbiträdet Karl Gustaf Berggrens vittnesmål till polisen. Tidningen beklagar dock att vittnenas uppgifter är alltför trevande och ofullständiga för att ge någon levande och trogen bild av förloppet vid katastrofen.

### Begravning
Stoftet av den omkomne lades i en kista och fördes till Malmö Allmänna sjukhuskapell, vackert dekorerat med blommor. Ivar Sandström fick en ståtlig begravning. Sydsvenska Dagbladet Snällposten relaterar hela händelseförloppet i Malmö: "Vid halv-ett tiden samlades ute vid sjukhuset den aflidnes fader och broder, officerare ur flottans Öresundsafdelning med bevakningschefen, kommendörkaptenen grefve C.A. Posse främst, Kronprinsens husarregementes officerskår företrädd af sin chef öfverste Cederström och öfverstelöjtnant Brunnström bl.a. Inne i kapellet uttalade kommendörkapten Posse ett sista tack och farväl till löjtnant Sandström från Öresundsafdelningen, hvarefter den i en blågul duk höljda kistan placerades på likdvagnen."
Därefter fördes kistan genom Malmö i procession till järnvägsstationen. Med Kronprinsens husarregementes musikkår i täten satte sig processionen i rörelse. Färden genom gatorna i staden skedde under högtidliga militära former. Närmast likvagnen åkte den omkomnes far, sjökapten Bernhard Sandström, och en bror.
Kistan bars in i järnvägsvagnen av den avlidnes kamrater kapten Krokstedt och löjtnant Beckman jämte sex underofficerskorpraler från flygavdelningen. Vid stationen hade även landshövdingen greve Robert De la Gardie infunnit sig och följde närmast kistan jämte kapten Sandström.
Kistan sändes med tåg till Nynäshamn för att därifrån skeppas över till Visby med jagaren Hugin, som anlände den 7 september. Gotlands Allehanda relaterar mottagandet: "Sedan jagaren förtöjt vid södra kajen i inre hamnen, bars den enkla, af svenska flaggan höljda ekkistan - ovanpå denna var den omkomne unge officerens värja placerad - i land av matroser, under det en honnörstrupp, bestående av en pluton ur infanteriregementet och en tropp ur artillerikåren samt kavalleritroppen till häst, samtliga under kapten Eeks befäl, paraderade och regementets musikkår spelade Chopins sorgmarsch."
Stora människoskaror var ute i staden för att följa Sandström på hans sista färd. Vid framkomsten till kyrkogården bildade infanteriplutonen häck, medan kistan bars in i gravkapellet. Regementspastor K. Thelander höll därefter en dödsbetraktelse, som han avslutade med följande ord: "Löjtnant Sandström hade valt en verksamhet som var full av faror, och han var medveten om faran, då han valde sin sysselsättning. Men han visste också, att fosterlandet behöver män på den farliga plats, som han valde. Och då han var en man med kärlek till det bragdrika och utan fruktan för faran, valde han till sitt livs uppgift att under utövande av aviatörens farliga yrke tjäna vårt folk och vårt land."
Följande år, i juni 1918, omkom Ivar Sandströms kamrat kapten Carl Gustaf Krokstedt tillsammans med Carl Cederström i Ålands hav.

## Fotnoter
1. ↑  Sveriges Dödbok 1901–2009, DVD-ROM, Version 5.00, Sveriges Släktforskarförbund (2010).